# さわ病院
さわ病院（さわびょういん）は、社会医療法人北斗会が大阪府豊中市に設置する病院。

## 概要
救急告示病院。精神科病床455床を備える大規模精神科病院。公益財団法人日本医療機能評価機構による病院評価結果（5回目）は3rdG:Ver.2.0（2019年12月6日認定,2024年10月17日認定有効期限）。

## 沿革
(この節の出典)
- 1953年9月：澤精神科服部病院 開設。病床数64床（院長 澤 潤一）。
- 1956年4月：医療法人北斗会 設立（理事長 澤 潤一）。
- 1972年5月：鉄筋コンクリート造3階建「C病棟」許可病床数509床。
- 1974年10月：院内保育所「カトレア保育園」を開設。
- 1978年9月：北斗会看護専門学校を設立、開校。
- 1984年8月：歯科開設。
- 1986年10月：デイケアセンター開設。
- 1987年4月：OTセンター開設。精神科作業療法施設基準承認。北斗会看護専門学校校長に澤 温 就任。
- 1987年6月：施設基準承認。
- 1987年9月：さわ・江坂神経クリニック開設。デイケア承認。
- 1987年12月：医療法人北斗会理事長・さわ病院院長に澤 温就任。
- 1988年5月：在宅ケア室新設。（1995年4月：訪問看護ステーション承認。）
- 1989年4月：精神障害者授産施設ロータスアート開所。（93.1.31休止98.4再開）
- 1990年7月：C病棟を鉄骨造4階建増改築。
- 1991年6月：ナイトケア承認。
- 1991年5月：グループホーム開所（ 91.5キャッスルヒル231，91.11北斗ハイツ1・2）
- 1993年1月：鉄筋造5階建（地下1階RC造）さわ病院新本館「A棟」竣工。許可病床数571床。
- 1993年12月：重度痴呆患者デイケア承認。
- 1994年6月：内科・外科、外来新規標榜。
- 1994年10月：デイナイトケア開始。
- 1995年6月：老人性痴呆疾患センター承認。
- 1996年4月：在宅介護支援センター「サポートセンター ドゥウ」承認。
- 1996年9月：精神科急性期治療病棟＜B＞承認。
- 1997年3月：精神障害者地域生活援助事業 ライフサポート（グループホーム）開設。
- 1997年4月：老人性痴呆疾患治療病棟承認。
- 1999年4月：地域保健福祉総合サービスセンター 開設。
- 2000年4月：長期在院患者の療養体制整備事業（福祉ホームB型）、福祉ホーム 芝蘭荘承認。
- 2001年9月：精神障害者福祉工場 ときヨシエンタープライズ設立。
- 2003年12月：創立50周年記念事業として「ほくとクリニック」開院。
- 2005年3月：精神科救急入院料（B3・B4 病棟114 床）承認。
- 2006年4月：在宅介護支援センターから服部地域包括支援センター変更 （豊中市委託）
- 2007年8月：さわ・江坂神経クリニックを閉院。
- 2008年9月：ほくとクリニックを、ほくとクリニック病院へ新築。
- 2009年2月：精神科救急入院料（ほくとクリニック病院 D病棟50床）承認。
- 2009年9月：さわ病院A4病棟を開放病棟から、精神科急性期治療病棟へ変更。
- 2013年7月：社会医療法人に認定
- 2018年3月：精神科救急入院料（B2病棟51床）承認（精神科急性期治療病棟から変更）

## 診療科
(この節の出典)
- 精神科
- 神経科
- 内科
- 外科
- 歯科

## 医療機関の認定
(この節の出典)
- 保険医療機関
- 生活保護法指定病院(中国残留邦人等の円滑な帰国の促進並びに永住帰国した中国残留邦人等及び特定配偶者の自立の支援に関する法律（平成六年法律第三十号）に基づく指定医療機関を含む。)
- 臨床研修病院
- 原子爆弾被害者医療指定病院
- 精神保健指定医の配置されている医療機関
- 指定自立支援医療機関（精神通院医療）
- 精神保健及び精神障害者福祉に関する法律（昭和二十五年法律第百二十三号）に基づく指定病院又は応急入院指定病院
- 医療保護施設(中国残留邦人等の円滑な帰国の促進並びに永住帰国した中国残留邦人等及び特定配偶者の自立の支援に関する法律に基づく医療保護施設を含む。)

## 関連施設
- ほくとクリニック病院
- 北斗会看護専門学校

## 交通アクセス
- 阪急宝塚本線「曽根駅」または「服部天神駅」から徒歩12分。